# Созвездия Юлиуса Шиллера

В 1627 году немецкий астроном Юлиус Шиллер предпринял попытку полной реформы астрономических наименований. В своём атласе «Христианское звёздное небо» (лат. Coelum Stellatum Christianum) он предложил новые названия для созвездий, небесных светил и планет. Все названия несли христианскую символику. Зодиакальные созвездия были названы именами двенадцати апостолов, созвездия северного полушария неба получили имена святых, героев и сюжетов Нового Завета, а южного — основывались, в основном, на образах Ветхого Завета.
Кроме созвездий Шиллер дал новые названия Солнцу, Луне и пяти известным в то время планетам, что впоследствии воспринималось как фарс.
Созвездия атласа в астрономической части были в основном скопированны с «Уранометрии» И. Байера. Гравюры для атласа были подготовлены художником Лукасом Килианом (Lucas Kilian). Созвездия Шиллера появляются в «Макрокосмической гармонии» А. Целлариуса (1661 год), на планисфере «Planisphaerii coelestis hemisphaerium septentrionale» К. Алларда (1706 год), однако, в целом предложение Шиллера не нашло поддержки у астрономов.
Умер в год публикации материала.

## Список новых наименований
| Зодиак | |
| Овен Телец Близнецы Рак Лев Дева Весы Скорпион Стрелец Козерог Водолей Рыбы | Пётр Андрей Иаков Иоанн Фома Иаков Алфеев Филипп Варфоломей Левий Матфей Симон Кананит Фаддей Матфий |
| Северное полушарие | |
| Большая Медведица Малая Медведица Дракон Геркулес Цефей Волопас Волосы Вероники Северная Корона Лира Стрела Лебедь Кассиопея Персей Возничий Змееносец Змея Орёл Дельфин Малый Конь Пегас Андромеда Большой Пёс Треугольник    | Лодка Петра Святой Михаил Вифлеемские младенцы Три волхва Святой Стефан Святой Сильвестр Бич Христа Терновый венец Ясли Гвоздь, Копье Христа Крест Мария Магдалина Апостол Павел Святой Иероним Святой Бенедикт (в терниях) Тернии Святая Катерина и Копьё Чаша в Кане Роза Архангел Гавриил Гроб Христа Царь Давид Митра апостола Петра |
| Южное полушарие | |
| Корабль Арго Гидра Ворон, Чаша Центавр Волк Жертвенник Южная Корона Южный Крест (созвездие) Павлин, Индеец Муха, Хамелеон Южный Треугольник Золотая Рыба, Летучая Рыба Тукан Кит Эридан Заяц Голубь Малый Пёс Южная Рыба Орион | Ноев ковчег Иордан Ковчег завета Авраам и Исаак Израиль Алтарь Соломона Корона Соломона Аарон Иов Ева Буква Тау (мистическая) Авель Архангел Рафаил Иоаким и Анна Переход через Чермное море Руно Гедеона Голубка Ноя Ягнёнок Кувшин масла вдовы из Сарепты Иосиф Плотник                                                                |
| Светила и планеты | |
| Солнце Луна Меркурий Венера Марс Юпитер Сатурн | Иисус Христос Дева Мария Илия Иоанн Креститель Иисус Навин Моисей Адам |